# São Francisco de Goiás
São Francisco de Goiás este un oraș în Goiás (GO), Brazilia.